# Gebrauchsmuster

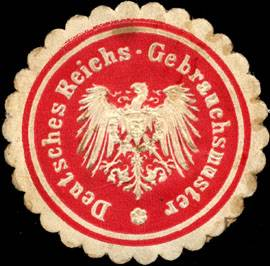
Siegelmarke Deutsches Reichs-Gebrauchsmuster

Das Gebrauchsmuster ist der „kleine Bruder“ des Patents und ein Schutzrecht des gewerblichen Rechtsschutzes. Die Unterschiede zum Patent sind mit den letzten Änderungen des Gebrauchsmustergesetzes (GebrMG) geringer geworden. Ende 2017 standen in Deutschland 81.001 Gebrauchsmuster in Kraft, 13.299 Neuanmeldungen sind in diesem Jahr erfolgt.
Geschützte Produkte werden häufig mit der Abkürzung „DBGM“ für ‘Deutsches Bundes-Gebrauchsmuster‘ gekennzeichnet.

## Geschichte

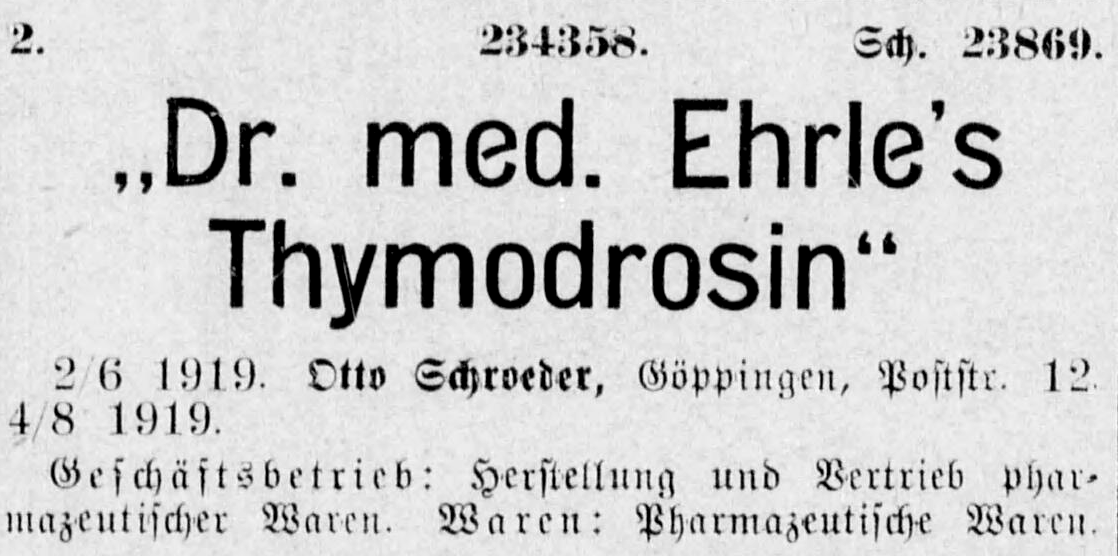
Warenzeichen Thymodrosin von 1919 aus der Beilage zum Deutschen Reichsanzeiger

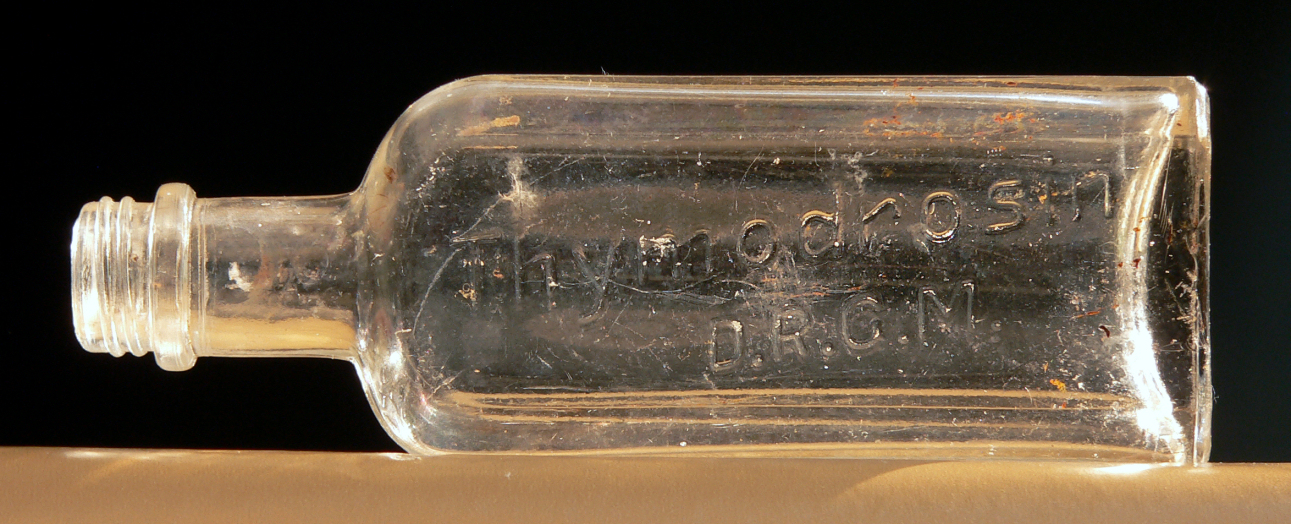
Hustensaftflasche Thymodrosin mit Kennzeichnung „D.R.G.M.“

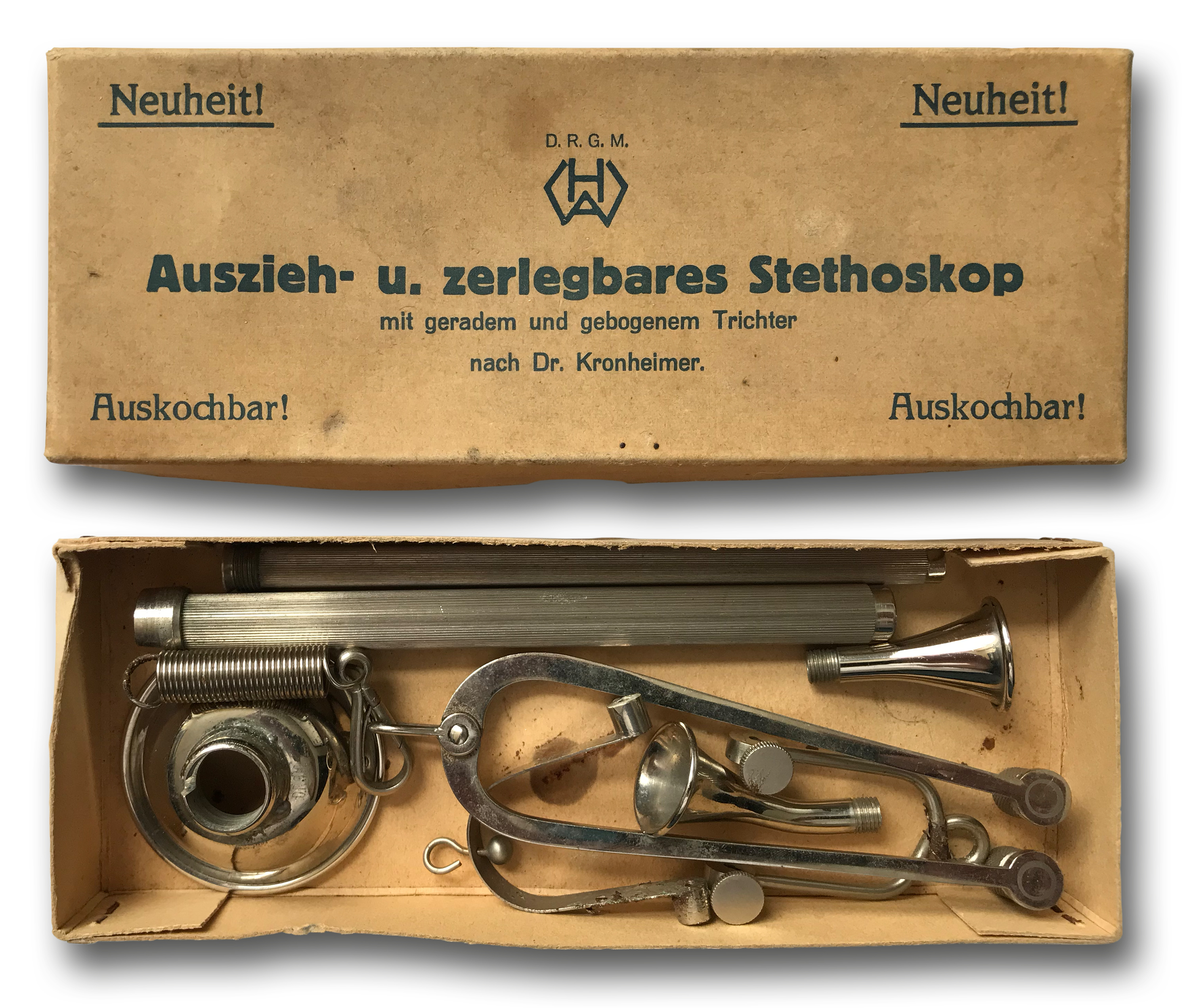
D.R.G.M. Stethoskop nach Dr. Kronheimer, mit dem Vermerk „Neuheit!“

Infolge der zunehmenden Industrialisierung und des gesteigerten Warenverkehrs, vor allem aber im Zuge zunehmender wirtschaftlicher Interessenwahrnehmung auf nationalstaatlicher Ebene, entstand nach der Reichsgründung, ähnlich wie schon ein Gesetz zum Geschmacksmusterschutz (1876) auch die Dekretierung eines Gebrauchsmusterschutzes. Ein Reichsgesetz vom 1. Juni 1891 schuf für das Deutsche Kaiserreich die rechtlichen Voraussetzungen, sodass das Kaiserliche Patentamt am 1. Oktober 1891 das „Deutsche Reichs-Gebrauchsmuster“ einführte. Zahlreiche Produkte wurden so zwischen 1891 und etwa 1945 mit der Kennzeichnung D.R.G.M. versehen, oft unter Hinzufügung der Musternummer, die es heute erlaubt, die Entstehungszeit mancher materiell überlieferter historischer Geräte auf ein bestimmtes Jahrzehnt einzugrenzen. Auch einige Jahre nach dem Zweiten Weltkrieg war diese Kennzeichnung in Westdeutschland gelegentlich noch üblich, die Abkürzung lautete dann nach Gründung der Bundesrepublik Deutschland entsprechend „D.B.G.M.“ (Deutsches Bundes-Gebrauchsmuster).

## Schutzvoraussetzungen
Die Schutzvoraussetzungen für das Gebrauchsmuster sind denen für das Patent ähnlich. Durch ein Gebrauchsmuster können in Deutschland und Österreich gewerblich anwendbare Erfindungen geschützt werden, die neu sind und auf einem erfinderischen Schritt beruhen (DE: § 1 Abs. 1 GebrMG; AT: § 1 Abs. 1 GMG). Die Schweiz kennt keinen Gebrauchsmusterschutz. In den übrigen europäischen Staaten sind dem Gebrauchsmuster entsprechende Institute vor allem in Spanien von Bedeutung, aber in zahlreichen anderen Ländern vorgesehen, zum Teil mit Anforderungen wie beim Patent (Frankreich, Belgien, Ungarn), zum Teil mehr oder weniger stark abweichend. In den Niederlanden läuft das sog. Sechs-Jahre-Patent aus, weil es für die Antragsteller zu wenig Rechtssicherheit bietet.

### Neuheit
Bei der Anforderung der „Neuheit“ zeigen sich Unterschiede zum Patent:
Eine Erfindung ist neu im Sinne des GebrMG, wenn sie – zum Zeitpunkt der Anmeldung des Gebrauchsmusters – aus dem Stand der Technik noch nicht bekannt ist. Im Gegensatz zum PatG in diesem Sinne ist jedoch nur das bekannt, was schriftlich vorbeschrieben ist oder bereits im Inland vorbenutzt wurde (DE: § 3 Abs. 1 GebrMG; abweichend AT: § 3 Abs. 1 GMG: auch mündliche Beschreibungen, keine Beschränkung auf das Inland).
Darüber hinaus bleiben auch Veröffentlichungen bei der Prüfung der Neuheit unberücksichtigt, die durch den Erfinder oder seinen Rechtsnachfolger bis zu 6 Monaten vor der Anmeldung erfolgt sind (Neuheitsschonfrist; DE: § 3 Abs. 1 Satz 3 GebrMG; AT: § 3 Abs. 4 Nr. 1 GMG). Außerdem kann in Deutschland für eine Anmeldung innerhalb von sechs Monaten nach einer Ausstellung auf einer anerkannten Messe (im Bundesgesetzblatt veröffentlicht) eine „Ausstellungspriorität“ in Anspruch genommen werden, so dass bei der Beurteilung der Schutzfähigkeit des Gebrauchsmusters alle Veröffentlichungen, die am Tag der Ausstellungspriorität oder danach erfolgten, außer Betracht bleiben.

### Erfinderischer Schritt
Der erfinderische Schritt ist, ähnlich wie die erfinderische Tätigkeit im Patentrecht, jeweils im Einzelfall zu prüfen. Die frühere Ansicht, dass der Maßstab an die Erfindungshöhe, also der erfinderische Schritt beim Gebrauchsmuster, im Allgemeinen geringer sei als die erfinderische Tätigkeit beim Patent, kann in Deutschland durch die Entscheidung „Demonstrationsschrank“ des BGH (veröffentlicht u. a. in BGHZ 168, 142 und in Gewerblicher Rechtsschutz und Urheberrecht (GRUR) 2006, 842) als überholt angesehen werden. Es kann daher nicht generell gesagt werden, dass eine Erfindung, die nicht ganz „patentwürdig“ ist, gebrauchsmusterfähig ist.
In Österreich wurde dies zunächst noch anders gesehen (so der Oberste Gerichtshof (OGH) in seinen Entscheidungen „Wurfpfeilautomat“ aus dem Jahr 1996, „Gleitschichtkühler“ aus dem Jahr 2003 und „Holzabdeckung“ vom 12. Juli 2006 (in ÖBl. 2007, 76, 78 f.) sowie der Oberste Patent- und Markensenat in Patentblatt 2007, 88 „Gong“; kritisch hierzu Beetz: Zur Erfindungsqualität im Gebrauchsmusterrecht, ÖBl. 2007, 148). In der Entscheidung „Teleskopausleger“ hat sich der Oberste Patent- und Markensenat der Entscheidung des BGH in „Demonstrationsschrank“ aber angeschlossen, so dass es auch in Österreich keinen Unterschied zwischen dem „erfinderischen Schritt“ und der „erfinderischen Tätigkeit“ gibt.

### Gewerbliche Anwendbarkeit
Wie auch bei Patenten ist die gewerbliche Anwendbarkeit bei Gebrauchsmustern in der Regel gegeben. Die Voraussetzungen an die gewerbliche Anwendbarkeit sind denen des Patents gleich und in Europa weitestgehend vereinheitlicht. Lediglich bei medizinischen Heilverfahren ist gewerbliche Anwendbarkeit oft nicht gegeben, da das Handeln des Arztes während seiner Berufsausübung als nicht gewerblich angesehen wird. Daneben ist auch die private bzw. höchstpersönliche Anwendung eines Verfahrens nicht gewerblich anwendbar. Das betrifft beispielsweise die Religionsausübung und Ähnliches.

### Schutzausschlüsse
Im Gegensatz zum Patentrecht können in Deutschland (anders in Österreich) Verfahren nicht durch Gebrauchsmuster geschützt werden. Die Rechtsprechung der letzten Jahre hat den Begriff des Verfahrens aber einengend gesehen. Daneben sind in Deutschland nunmehr biotechnologische Erfindungen ganz vom Schutz ausgeschlossen, in Österreich lediglich der Schutz von Pflanzen, Tieren und biologischem Material sowie Verfahren zu deren Züchtung und Verfahren zur chirurgischen oder therapeutischen Behandlung von Menschen und Diagnostizierverfahren an Menschen (§ 2 GMG).

### Schutzdauer
Die Schutzdauer von Gebrauchsmustern beträgt zunächst drei Jahre. In den meisten Ländern ist es maximal verlängerbar auf zehn Jahre.

## Eintragungsverfahren
Das Patent- und Markenamt prüft bei einem Gebrauchsmuster in Deutschland nicht die sachlichen Voraussetzungen. Liegen die formellen Kriterien vor, so wird das Gebrauchsmuster in der Regel in das Gebrauchsmusterregister eingetragen (§ 8 GebrMG). Lediglich bei offensichtlich nicht dem Gebrauchsmusterschutz zugänglichen Gegenständen, z. B. Verfahren, erfolgt keine Eintragung. Dadurch wird ein schnelles Eintragungsverfahren erreicht, so dass der Inhaber aus dem Gebrauchsmuster sehr schnell Rechte geltend machen kann, ohne ein evtl. langwieriges Patenterteilungsverfahren abwarten zu müssen.
In Österreich gibt es die Möglichkeit der beschleunigten Registrierung (§ 27 GMG), welche bei Vorliegen der formellen Kriterien für die Erteilung eine sofortige Veröffentlichung im Gebrauchsmusterblatt und eine sofortige Eintragung in das Gebrauchsmusterregister ermöglicht. Daneben wird ein Recherchenbericht erstellt und dem Anmelder die Möglichkeit gegeben, bestimmte Verfahrensschritte freiwillig zu setzen (Teilung, Änderung). Daneben ist auch die einmalige Umwandlung einer Gebrauchsmusteranmeldung in eine Patentanmeldung sowie die Umwandlung einer Patentanmeldung in eine Gebrauchsmusteranmeldung möglich.
Eine professionelle, d. h. von einem Patentanwalt eingereichte Gebrauchsmusteranmeldung ist in der Regel innerhalb von etwa drei Monaten in das Gebrauchsmusterregister eingetragen. Im Vergleich dazu erstellt das DPMA bei einer Patentanmeldung nach etwa acht Monaten einen ersten, sachlichen Bescheid, so dass bis zur Erteilung in der Regel mindestens 18 Monate vergehen.
In Österreich liegen die Schriftstücke (Vorbescheide) der Fachabteilungen im Schnitt einen Monat, bevor sie freigegeben und per Post ausgesendet werden.

## Verletzungsverfahren/Löschungsverfahren
Die sachlichen Kriterien werden erst bei einem Verletzungsverfahren durch das Zivilgericht oder im Löschungsverfahren vom Deutschen Patent- und Markenamt bzw. Bundespatentgericht geprüft.

### Verletzungsverfahren
Das Verletzungsverfahren findet vor den zuständigen Kammern an den Landgerichten (Patentstreitkammern) statt. Im Gegensatz zum Verletzungsprozess in Patentsachen kann die Verletzungsbeklagte hier einwenden, dass das Gebrauchsmuster nicht rechtsbeständig ist, ihm es mithin an Neuheit oder am erfinderischen Schritt fehlt.
Das Risiko, dass sich das Gebrauchsmuster im Streitfall mit einem Verletzer als nicht rechtsbeständig erweist, ist (wegen der fehlenden Prüfung durch das Amt vor der Eintragung) höher als beim Patent und muss vom Gebrauchsmusterinhaber getragen werden. Nimmt ein Gebrauchsmusterinhaber einen Verletzer in Anspruch, so kann sich daher auch eine Schadenersatzpflicht des Gebrauchsmusterinhabers ergeben, wenn sich das Gebrauchsmuster als nicht rechtsbeständig erweist.

### Löschungsverfahren
Das Löschungsverfahren kann in Deutschland von jedermann durch einen Antrag auf Löschung eines Gebrauchsmusters beim Deutschen Patent- und Markenamt (DPMA) in Gang gesetzt werden. Somit besteht im Gegensatz zum Patent eine zweifache Verteidigungsmöglichkeit gegen ein Gebrauchsmuster (Zivilgerichte einerseits, DPMA und Bundespatentgericht andererseits).
In Österreich findet auch gegen Gebrauchsmuster das Nichtigkeitsverfahren vor der Nichtigkeitsabteilung des Österreichischen Patentamts mit Berufung zum Oberlandesgericht (OLG) Wien statt.

## Schutzwirkung
Die Schutzwirkung ist im Wesentlichen die gleiche wie beim Patent.
In einigen Fällen werden bestimmte Schutzwirkungen jedoch versagt, da Gebrauchsmuster im Gegensatz zu Patenten nicht geprüft sind. Im österreichischen Zollverfahren können Waren eines Verletzers nur dann angehalten werden, wenn ein Patent erteilt ist, nicht jedoch, wenn ein Gebrauchsmuster registriert ist.

## Gebrauchsmuster auf Programmlogik in Österreich
In Österreich ist es seit 1994 möglich, Programmlogik als Gebrauchsmuster anzumelden, wobei für Gebrauchsmuster nur eine formale Prüfung durchgeführt wird. Dadurch soll gemäß den amtlichen Erläuterungen ein Schutz der Lösungsidee möglich sein, die durch die Programmlogik manifestiert wird.
Neben Österreich ist Gebrauchsmusterschutz noch in ausgewählten weiteren Ländern möglich, u. a. China, Korea und Japan, Australien, diverse EU-Länder wie Frankreich, Italien, Spanien, Polen etc. (vgl. WIPO-Seite)